# 아서 블레이크

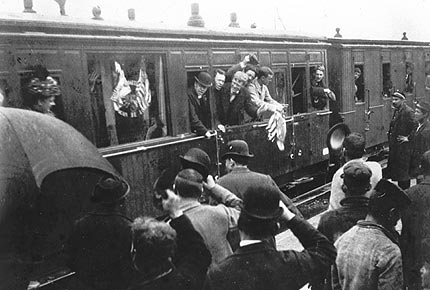

찰스 아서 블레이크(영어: Charles Arthur Blake, 1872년 1월 26일 ~ 1944년 10월 22일)는 미국의 육상 선수이다. 그는 아테네에서 열린 1896년 하계 올림픽에 참가했다.
블레이크는 1500m 경기에 참가했다. 경기는 단판 형식으로 열렸으며 오스트레일리아의 에드윈 플랙에 이어 2위로 들어왔다. 경기는 매우 치열해서 플랙과 블레이크는 1위였던 알뱅 레르뮈지오를 마지막 직선주로에서 추월했으며 거의 나란하게 결승선을 통과했다. 플랙이 0.4초 차이로 빨리 들어왔다. 블레이크의 기록은 4분 33초 6이었다.
마라톤에도 참가했다. 블레이크는 전반부에는 레르뮈지오와 플랙에 이어서 3위를 달리고 있었다. 하지만 23km 지점에서 블레이크는 경기를 포기했다.